# Tillandsia portillae
Tillandsia portillae är en gräsväxtart som beskrevs av Elvira Angela Gross och Wülfingh. Tillandsia portillae ingår i släktet Tillandsia och familjen Bromeliaceae. Inga underarter finns listade i Catalogue of Life.